# Paraswammerdamia lapponica
Paraswammerdamia lapponica is een vlinder uit de familie van de stippelmotten (Yponomeutidae). De wetenschappelijke naam van de soort werd in 1932 gepubliceerd door Petersen.